# اکبرآباد (لاهیجان)
اکبرآباد ، روستایی از توابع بخش رودبنه شهرستان لاهیجان در استان گیلان ایران است.

## جمعیت
این روستا در دهستان رودبنه قرار دارد و براساس سرشماری مرکز آمار ایران در سال ۱۳۸۵، جمعیت آن ۶۹۱ نفر (۲۲۵خانوار) بوده‌است.